# BtoB
BtoB (kor. 비투비; akronim od Born to Beat) – siedmioosobowy boysband z Korei Południowej, który został założony w 2012 roku przez Cube Entertainment. Zadebiutowali 21 marca 2012 roku, występując w programie M Countdown z piosenkami Insane i Imagine. Pierwszy album studyjny, zatytułowany Complete, wydali w 2015 roku.

## Historia

### Przed debiutem
Grupa została utworzona przez Cube Entertainment. Ogłoszone zostało, że Seo Eun-kwang, Lee Min-hyuk, Lim Hyun-sik, Jung Il-hoon i Lee Min-woo byli na liście członków, którzy zadebiutują w grupie pod nazwą BtoB. Wystąpili w sitcomie I Live in Cheongdam-dong na stacji JTBC, jako aspirujący boyband dążący do debiutu. Jednakże Lee Min-woo, po kilku występach w owym programie, wypadł z listy członków zespołu z powodów zdrowotnych. Został on później członkiem C-Clown, rozwiązanego już zespołu założonego przez Yedang Entertainment.

### 2012:Born to Beat, działania promocyjne w Azji iPress Play

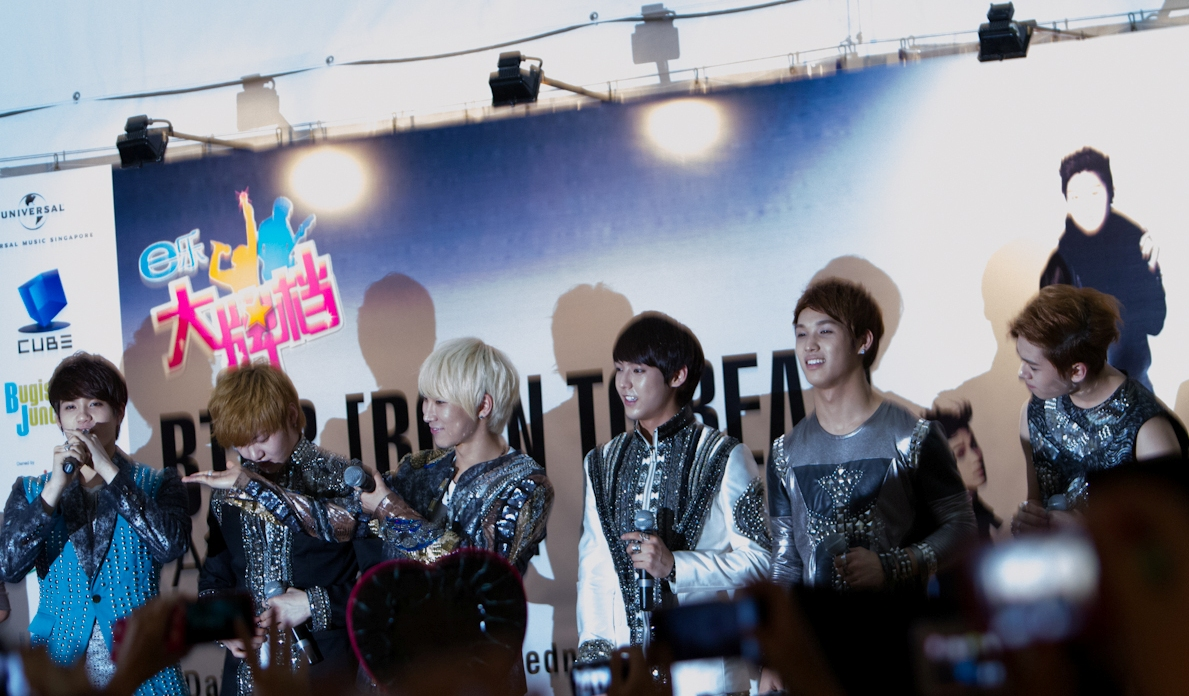
BtoB w Singapurze podczas Bugis Junction 23 maja 2012 roku

21 marca grupa zadebiutowała w showcasie, który odbył się w Seulu i był streamowany na ich oficjalnym kanale YouTube. BtoB wykonali m.in. piosenki „Insane” (kor. 비밀 Bimil) i „Imagine”. 22 marca oficjalnie zadebiutowali w programie muzycznym M Countdown, a następnie w Music Bank, Music Core oraz Inkigayo. Pierwszy minialbum, zatytułowany Born to Beat, ukazał się 3 kwietnia 2012 roku. Ich pierwszy występ był transmitowany w programie Amazon (Idol Master Zone) Mnetu. 3 maja wydali cyfrowy singel i teledysk „Father” (kor. 아버지 Abeoji). Pierwszy minialbum został wydany ponownie, jako Born TO Beat (Asia Special Edition), 23 maja. Na płycie znalazły się dodatkowo utwory, w tym główny singel „Irresistible Lips” (kor. 그 입술을 뺏었어 Geu Ibsuleul Ppaeseosseo), do którego teledysk ukazał się tego samego dnia.
Wydanie Born TO Beat (Asia Special Edition) wyznaczyło oficjalne rozpoczęcie ich promocji w Azji. BtoB rozpoczęli swoje działania promocyjne konferencją prasową w Singapurze wraz z imprezą promocyjną w Bugis Square, która przyciągnęła 800 osób. Następnego dnia wystąpili na Clarke Quay podczas "Music Matters Live 2012", pięciodniowego festiwalu, podczas którego wystąpiło 40 zespołów z 18 krajów. Miesiąc później wznowili promocję w Indonezji uczestnicząc w wywiadzie z OneTV Asia. 21 czerwca odbył się ich pierwszy indonezyjski showcase w Mandarin Oriental Hotel w Dżakarcie, zagrali dla fanów oraz przedstawicieli mediów. W Japonii wystąpili po raz pierwszy na koncercie "K-Dream Live" 29 lipca, obok 5 innych grup. Ponadto grupa wystąpiła w Sapporo Dome 1 sierpnia podczas koncertu "K-Pop Nonstop Live 2012 In Sapporo".

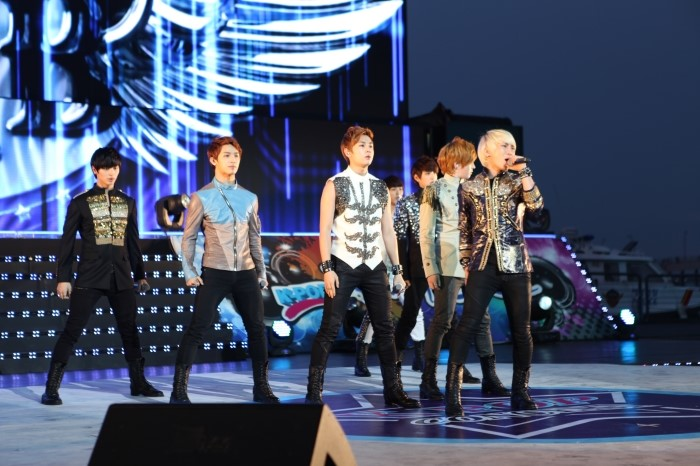
BtoB podczas Expo 2012 Yeosu w czerwcu 2012 roku

Od 4 września Cube Entertainment publikowała różne teasery (w postaci filmów i zdjęć) zapowiadające ich comeback z singlem „Wow” i drugim minialbumem. 11 września 2012 roku grupa wydała teledysk do „Wow”, a ich drugi minialbum Press Play ukazał się dzień później. 18 października zaczęli promocje z utworem „I Only Know Love” (kor. 사랑밖에 난 몰라 Salangbakke Nan Molla) w programie M Countdown, a następnie wystąpili też w innych programach muzycznych. Teledysk do piosenki został wydany 22 października, który składał się ze scen zmontowanych z nagrań promocyjnych działań, które grupa podjęła w ciągu roku.
Po zakończeniu ich promocji z „I Only Know Love”, grupa po raz kolejny rozpoczęła działalność za granicą. 1 grudnia wystąpili w Singapurze jako część "Sundown Festival 2012", podczas którego wystąpili soliści i zespoły z Korei Południowej, Chin, Hongkongu, Tajwanu i Japonii. 11 grudnia zespół wystąpił jako support dla "2012 Asia Super Showcase" w Kuala Lumpur, w Malezji, w Kenanga Wholesale City. Grupa została też pierwszym koreańskim artystą, który wystąpi na koncercie Thai Supermodel Concert 13 grudnia w Bangkok Convention Center, po którym odbyła się konferencja prasowa z około 70 dziennikarzami.

### 2013:Thriller
2 lutego 2013 roku grupa uczestniczyła w swoim pierwszym koncercie United Cube Concert wraz z innymi artystami z wytwórni. Koncert odbył się w Jamsil Indoor Stadium w Seulu i przyciągnął ponad 7000 fanów z kraju i zagranicy. Dodatkowy koncert odbył się w Jokohamie, w Japonii, gdzie grupa zaśpiewała japoński cover utworu „Feel Your Breeze” V6 wraz z ich innymi piosenek, wystąpili przed ponad 8000 fanami.
6 kwietnia odbył się pierwszy fanmeeting w Tajwanie z ponad 1000 fanów. Wśród wykonanych utworów był cover piosenki „Rainbow” Jaya Chou. 10 kwietnia ukazał się singel cyfrowy „2nd Confession” (kor. 두 번째 고백 Du beonjjae gobaeg). Później, podczas dwóch dodatkowych fanmeetingów w Tajlandii i Kambodży, zespół spotkał się z około 2000 fanów. Pierwszy występ z utworem „2nd Confession” odbył się w programie M Countdown 12 kwietnia.
28 sierpnia BtoB wydali teledysk do piosenki „When I Was Your Man” (kor. 내가 니 남자였을때 Naega ni namjayeoss-eulttae), kilka dni przed comebackiem we wrześniu. 4 września zespół zaprezentował utwory „When I Was Your Man” i „Thriller” (kor. 스릴러) w programie muzycznym Show Champion, a trzeci minialbum Thriller ukazał się 9 września.

### 2014:Beep Beep,MoveiThe Winter’s Tale

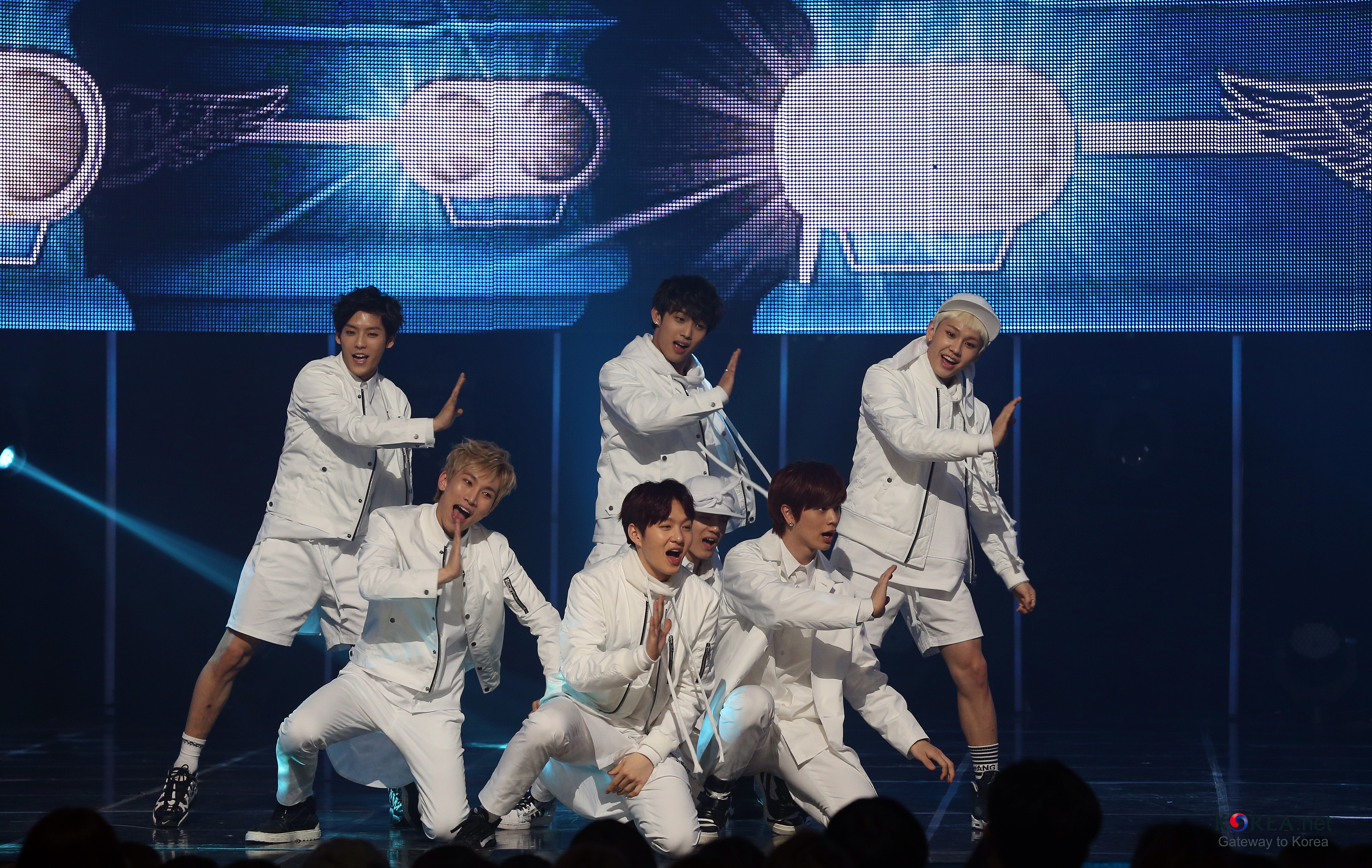
BtoB wykonujący „Beep Beep” podczas M Countdown 6 marca 2014

17 lutego ukazał się czwarty minialbum Beep Beep (kor. 뛰뛰 빵빵). Zawierał główny singel o tym samym tytule, który został wyprodukowany przez hitowego kompozytora Brave Brothers. Showcase prezentujący nowe wydawnictwo BtoB odbył się tego samego dnia w Apjugeong w Seulu. Płyta zajęła pierwsze miejsce na tygodniowej liście albumów Gaon. Następnie grupa rozpoczęła promocje swojego albumu występem w programie M Countdown 20 lutego.
W lipcu grupa rozpoczęła swój pierwszą solową serię koncertów, Summer Vacation with BTOB, w Japonii dwoma koncertami 19 lipca w Osace i dwoma koncertami 21 lipca w Tokio. Każdy z koncertów zgromadził 2000 fanów.
29 września BtoB wydali piąty minialbum Move, wraz z głównym singlem „You're So Fly” (kor. 넌 감동 이야). Przedstawili także nowe logo grupy, składa się z symboli w kształcie serca, które reprezentują dwie litery „B” w nazwie zespołu, wyrażające miłość BtoB do fanów i ich pragnienie prezentowania muzyki wzruszającej serca. 31 października i 1 listopada miały miejsce pierwsze solowe koncerty BtoB, z serii Hello Melody, odbyły się w Olympic Hall parku olimpijskiego w Seulu.
W październiku BtoB podpisali kontrakt z japońską agencją talentów Kiss Entertainment na czas aktywności grupy w Japonii. 12 listopada wydali swój pierwszy japoński singel „WOW” i rozpoczęli aktywne promocje w Japonii. 22 grudnia wydali zimowy minialbum, zatytułowany The Winter’s Tale. Płyta zawierała pięć utworów, w tym wcześniej wydany utwór „You Can Cry” (kor. 울어도 돼) oraz główny singel „The Winter’s Tale” (kor. 울면 안 돼).

### 2015: Przełom,CompleteiI Mean
14 i 22 lutego 2015 roku BtoB zorganizowali swoje pierwsze oficjalne spotkanie z fanami pt. Be My Valentine w Osace i Tokio w Japonii. Wszystkie pokazy zostały wyprzedane, gromadząc łącznie 5000 fanów. 25 marca BtoB wydali drugi japoński singel, zatytułowany „Mirai (Ashita)” (jap. 未来（あした）), sprzedał się w liczbie ponad 70 tys. kopii i uplasował się na 2. pozycji listy Oricon Weekly Single Chart. W tym samym dniu ich singel znalazł się na szczycie tygodniowego rankingu Tower Records, największego sklepu muzycznego w Japonii. Kontynuowali promocję w Japonii dając koncerty i uczestnicząc w różnych eventach do 30 marca.

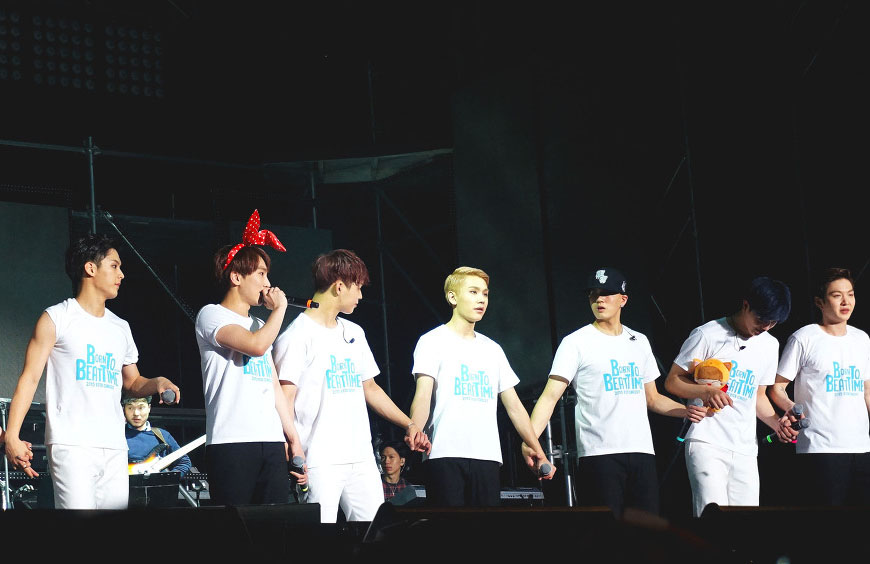
BtoB podczas koncertu Born to Beat Time w grudniu 2015

4 kwietnia odbył się pierwszy solowy koncert grupy – Hello Melody w Busan KBS Hall, w Pusanie w Korei Południowej. 29 kwietnia odbył się pierwszy duży solowy koncert w Japonii, The Secret Diary, sześć miesięcy po ich japońskim debiucie, wystąpili przed 10 tys. fanów.
28 czerwca BtoB wydali swój pierwszy album studyjny Complete. Zawierał trzynaście utworów, w tym główny singel „It's Okay” (kor. 괜찮아요), „Shake It!”, który był dodatkowym utworem z piątego minialbumu Move i akustyczną wersję debiutanckiego singla „Insane”. „It's Okay” to ballada R&B, a także pierwszy balladowy singel zespołu. Piosenka znalazła się na szczycie wielu głównych list przebojów w Korei Południowej po wydaniu płyty. Po raz pierwszy grupa znalazła się na szczycie list przebojów od czasu debiutu w 2012 roku. Ich trzeci japoński singel „Natsuiro MY GIRL” (jap. 夏色 MY GIRL) został wydany 19 sierpnia, po zakończeniu koreańskich promocji.
12 października BtoB wydali siódmy minialbum, pt. I Mean, wraz z teledyskiem do głównego singla „Way Back Home” (kor. 집으로 가는 길). 21 października, dzięki tej piosence, zespół wygrał w programie muzycznym Show Champion.
Koncerty z drugiej solowej serii koncertów, Born to Beat Time, odbyły się 19 i 20 grudnia w Seulu, w Jangchung Arena. Bilety na oba koncerty zostały wyprzedane w ciągu 5 minut. BtoB wykonali swoje hitowe piosenki przed łączną liczbą 8000 fanów.
Przejście grupy na muzykę balladową przyniosło im sukces, zdobyli wiele nominacji, a także nagrodę „Best Vocal Group Award” podczas rozdania 30. Golden Disc Awards i „Ballad Award” za „It's Okay” podczas 25. Seoul Music Awards.

### 2016:Remember That,New Meni24/7
3 lutego 2016 roku BtoB opublikowali zapowiedź czwartego japońskiego singla, „Dear Bride”. Pełny singel ukazał się 24 lutego. Zespół rozpoczął długo oczekiwaną trasę, zatytułowaną BTOB Zepp Tour 2016 B-Loved, która trwała w dniach 10-14 lutego. Spotkali się z fanami w czterech miastach w Japonii – w Nagoi, Tokio, Fukuoce i Osaka (w dystrykcie Namba).
21 lutego grupa zorganizowała drugie spotkanie z fanami, „BTOB Awards”, spotykając się z 3500 fanami, a spotkanie przypominało ceremonię rozdania nagród. Grupa kontynuowała udane eventy koncertowe z serią Born to Beat Time: Encore Concert, która odbyła się w dniach 27-28 marca w Jamsil Arena, wystąpili dla 14 tys. fanów. 28 marca BtoB wydało ósmy minialbum, pt. Remember That, z tytułowym singlem „Remember That” (kor. 봄날 의 기억), który zakończył ich balladową trylogię.
Piąty japoński singel, L.U.V, ukazał się 15 czerwca. Zadebiutował na szczycie tygodniowej listy singli Oricon i Billboard Japan Hot 100, sprzedając się w liczbie ponad 77 tys. egzemplarzy w pierwszym tygodniu.
24 czerwca BtoB wystąpili podczas konwentu KCON 2016 NY w Newark, New Jersey. 6 sierpnia BtoB wydali specjalny cyfrowy letni singel „I Want to Vacation” (kor. 여행 가고 싶어), jako prezent dla fanów. Piosenka została skomponowana i wyprodukowana przez Jerry.L i Sweetch, z częściami rapowanymi autorstwa Ilhoona, Minhyuka i Peniela. Piosenka została także użyta jako piosenka przewodnia programu rozrywkowego Battle Trip stacji KBS2.
7 listopada BtoB wydali swój dziewiąty minialbum New Men. Płytę promował utwór „I'll Be Your Man” (kor. 기도 (I'll Be Your Man)). Piosenka została napisana, skomponowana i zaaranżowana przez członka Im Hyun-sika. Krótko po wydaniu znalazła się na szczycie wielu rankingów muzycznych.
Po zakończeniu promocji New Men w Korei Południowej grupa udała się do Japonii, gdzie wydała swój pierwszy japoński album studyjny 24/7, który ukazał się 7 grudnia. Na płycie znalazły się m.in. japońskie single „Wow” i „Mirai (Ashita)”. Album zajął 1. miejsce listy Oricon Weekly Album Chart.

### 2017:Feel’eMiBrother Act.
21 i 22 stycznia 2017 roku odbyły się koncerty BTOB Time, w SK Olympic Handball Gymnasium.
5 marca BtoB zorganizowali trzecie oficjalne spotkanie z fanami, pt. Secret Room of BTOB, przed premierą nadchodzącego minialbumu. 6 marca został wydany 10. minialbum, Feel’eM. Zawierał wcześniej wydany singel „Someday” (kor. 언젠가) oraz główny singel „Movie”. „Someday” to emocjonalna ballada skomponowana i napisana przez Im Hyun-sika i napisana wspólnie przez Lee Min-hyuka i Junga Il-hoona. Została odnotowana na kilku rankingach muzycznych po wydaniu. „Movie” to funkowy utwór taneczny skomponowany i napisany wspólnie przez Junga Il-hoona. 3 maja japońska wersja tej piosenki została wydana na kolejnym singlu „MOVIE”. 30 sierpnia grupa wydała swój siódmy japoński singel „Brand new days ~Don'na mirai o~” (jap. Brand new days ～どんな未来を～), który zadebiutował na 3. miejscu listy singli Oricon.
Od kwietnia do września każdy z członków BtoB wydał solowy singel w ramach projektu Piece of BTOB. Lee Chang-sub rozpoczął projekt wydając skomponowaną przez siebie balladę „At the End”. Po nim ukazały się hip-hopowy utwór Jung Il-hoona „Fancy Shoes”, „That Girl” Peniela, własnej produkcji utwór „Swimming” Im Hyun-sika, Lee Min-hyuk nagrał piosenkę „Purple Rain” z wokalistką Cheeze, a Yook Sung-jae balladę „Tell Me” (kor. 말해) wraz z b-side „Paradise”. Projekt zakończyło wydawnictwo Seo Eun-kwanga z balladą „One Day” (kor. 이제 겨우 하루) i b-side „Back Then” (kor. 그때).
20 września BTOB otrzymali swoją pierwszą nagrodę Bonsang podczas 1st Soribada Best K-Music Awards.
Po zakończeniu projektu Piece of BTOB grupa wydała swój drugi album studyjny Brother Act. 16 października. Główny utwór „Missing You” (kor. 그리워 하다) to popowa ballada wyprodukowana i napisana przez Im Hyun-sika, z rapowymi wersami autorstwa Lee Min-hyuka, Jung Il-hoona i Peniela. „Missing You” po premierze znalazł się na szczycie wielu głównych list przebojów w Korei. Uplasował się także na 2. pozycji listy Gaon Digital Chart.
BtoB odbyli solową serię koncertów 2017 BTOB Time – Our Concert, w dniach 23-24 grudnia w Ilsan Kintex Exhibition Center.

### 2018–2019:This Is Us, przedłużenie kontraktu iHour Moment
24 lutego 2018 roku odbył się piąty solowy koncert 2017 BtoB Time – Our Concert in Busan. 27 lutego BtoB zostali wybrani ambasadorami promującymi Koreańską Organizację Turystyczną, jako boysband cieszący się dużym uznaniem za granicą i zyskał popularność.
11 czerwca wydali singel „The Feeling” zapowiadający nowe wydawnictwo. Jest to sentymentalna letnia piosenka skomponowana przez Jung Il-hoona i napisana wspólnie przez Lee Min-hyuka, Peniela i Jung Il-hoona. 16 czerwca zadebiutowali na liście Social 50 Billboardu, na 21. pozycji. Jedenasty minialbum, pt. This Is Us, ukazał się 18 czerwca. Głównym singlem z płyty był „Only one for me” (kor. 너 없인 안 된다).
10 lipca wszystkich siedmiu członków odnowiło umowę z Cube Entertainment.
Seria koncertów BtoB Time – This Is Us odbyła się 10–12 sierpnia w Seulu (w Olympic Gymnastics Arena), 8 września na Tajwanie (w Hsing Chuang Gymnasium), 21 września w Dżakarcie (Kota Kasablanka) oraz 14 października w Bangkoku (CentralPlaza Chaengwattana).
12 listopada grupa wydała specjalny album zatytułowany Hour Moment bez udziału Eunkwanga, który rozpoczął swoją obowiązkową służbę wojskową w sierpniu tego samego roku; główną piosenką z płyty jest „Beautiful Pain” (kor. 아름답고도 아프구나). Changsub rozpoczął swoją służbę wojskową 19 stycznia, a Minhyuk – 7 lutego 2019 roku.
5 kwietnia ukazał się cyfrowy singel „Sorry”. Była to niepublikowana piosenka, którą Eunkwang, Minhyuk i Changsub przygotowali przed rekrutacją. Jest to ballada w średnim tempie skomponowana przez Minhyuka.

### 2020–2021: Służba wojskowa, BtoB 4U, odejście Ilhoona
7 kwietnia 2020 Eunkwang został oficjalnie wcześniej zwolniony ze służby wojskowej zgodnie z nowymi procedurami związanymi z pandemią COVID-19. 11 maja Hyunsik i Sungjae rozpoczęli obowiązkową służbę wojskową. 28 maja służbę rozpoczął także Ilhoon. Changsub zakończył służbę wojskową 21 sierpnia, a Minhyuk 12 września; ich służba również została skrócona ze względu na procedury związane z pandemią.
27 października Eunkwang, Minhyuk, Changsub oraz Peniel ogłosili sformowanie podgrupy zespołu nazwanej BtoB 4U. Podgrupa zadebiutowała 16 listopada.
31 grudnia Cube Entertainment ogłosiło odejście Ilhoona z zespołu z powodu prowadzonego przez policję śledztwa w sprawie palenia przez niego nielegalnej w Korei Południowej marihuany.
BtoB w czteroosobowym składzie wzięli udział w programie Kingdom: Legendary War, programie typu talent show wraz z pięcioma innymi grupami K-popowymi, od kwietnia do czerwca 2021 roku. 30 sierpnia BtoB wydali specjalny minialbum 4U: Outside, promowany przez utwór „Outsider”. 27 października zespół wydał japoński specjalny minialbum pt. Outsider.
Hyunsik i Sungjae zostali zwolnieni z wojska 14 listopada, kończąc służbę jako ostatni członkowie BtoB. 18 listopada wystąpili w programie radiowym BtoB's Kiss the Radio prowadzonym przez członka Minhyuka; był to ich pierwszy występ w pełnym składzie od trzech lat.

## Członkowie
| Pseudonim   | Pseudonim | Prawdziwe imię | Prawdziwe imię | Data urodzenia         | Pozycja                       |
| Latynizacja | Hangul    | Latynizacja    | Hangul         | Data urodzenia         | Pozycja                       |
| ----------- | --------- | -------------- | -------------- | ---------------------- | ----------------------------- |
| Eunkwang    | 은광      | Seo Eun-kwang  | 서은광         | 22 listopada 1990(dts) | wokalista, lider              |
| Minhyuk     | 민혁      | Lee Min-hyuk   | 이민혁         | 29 listopada 1990(dts) | raper, wokalista, twarz grupy |
| Changsub    | 창섭      | Lee Chang-sub  | 이창섭         | 26 lutego 1991(dts)    | wokalista                     |
| Hyunsik     | 현식      | Lim Hyun-sik   | 임현식         | 7 marca 1992(dts)      | wokalista, tancerz            |
| Peniel      | 프니엘    | Shin Dong-geun | 신동근         | 10 marca 1993(dts)     | raper, wokalista, tancerz     |
| Sungjae     | 성재      | Yook Sung-jae  | 육성재         | 2 maja 1995(dts)       | wokalista, maknae             |

### Byli członkowie
| Pseudonim   | Pseudonim | Prawdziwe imię | Prawdziwe imię | Data urodzenia           | Pozycja          |
| Latynizacja | Hangul    | Latynizacja    | Hangul         | Data urodzenia           | Pozycja          |
| ----------- | --------- | -------------- | -------------- | ------------------------ | ---------------- |
| Ilhoon      | 일훈      | Jung Il-hoon   | 정일훈         | 4 października 1994(dts) | wokalista, raper |

## Dyskografia

### Dyskografia koreańska
Albumy studyjne
- Complete (2015)
- Brother Act. (2017)
- Be Together (2022)

Minialbumy
- Born to Beat (2012)
- Press Play (2012)
- Thriller (2013)
- Beep Beep (2013)
- Move (2014)
- The Winter’s Tale (2014)
- I Mean (2015)
- Remember That (2016)
- New Men (2016)
- Feel’eM (2017)
- This Is Us (2018)
- Hour Moment (2018)
- 4U: Outside (2021)
- Wind and Wish (2023)

### Dyskografia japońska
Albumy studyjne
- 24/7 (2016)

Minialbumy
- Outsider (2021)

Kompilacje
- BTOB JAPAN BEST ALBUM 2014-2017 ～1096DAYS～ (2018)

## Wideoklipy
| Rok        | Tytuł                     | Reżyser                       | Link                                 |
| Koreańskie | Koreańskie                | Koreańskie                    | Koreańskie                           |
| ---------- | ------------------------- | ----------------------------- | ------------------------------------ |
| 2012       | „Insane”                  | Zanybros                      | - youtube                            |
| 2012       | „Father”                  |                               | - Wersja normalna - Wersja specjalna |
| 2012       | „Irresistible Lips”       | Zanybros                      | - youtube                            |
| 2012       | „WOW”                     | Zanybros                      | - Wersja normalna - Wersja taneczna  |
| 2012       | „Lover Boy”               |                               | - youtube                            |
| 2013       | „2nd Confession”          | - Wersja PJ - Wersja normalna |                                      |
| 2013       | „When I Was Your Man”     | - youtube                     |                                      |
| 2013       | „Thriller”                | - youtube                     |                                      |
| 2014       | „Beep Beep”               | Zanybros                      | - youtube                            |
| 2014       | „You're So Fly”           | Zanybros                      | - youtube                            |
| 2014       | „You Can Cry”             |                               | - youtube                            |
| 2014       | „The Winter's Tale”       | JayFactory                    | - youtube                            |
| 2015       | „It's Okay”               | Zanybros                      | - Wersja normalna - Wersja taneczna  |
| 2015       | „Way Back Home”           | Zanybros                      | - youtube                            |
| 2016       | „Remember That”           | DIR. HYUN YOUNG SUNG          | - youtube                            |
| 2016       | „Pray (I'll Be Your Man)” | Vikings League                | - youtube                            |
| 2017       | „MOVIE”                   | PURPLE STRAW FILM             | - youtube                            |
| 2017       | „Missing You”             | Seo Jaewoo                    | - youtube                            |
| 2018       | „Only One For Me”         | Seo Jaewoo                    | - youtube                            |
| Japońskie  |                           |                               |                                      |
| 2014       | „WOW”                     |                               |                                      |
| 2015       | „Mirai (Ashita)”          |                               |                                      |
| 2015       | „My Girl”                 |                               |                                      |
| 2016       | „Dear Bride”              |                               |                                      |
| 2016       | „L.U.V”                   |                               |                                      |
| 2016       | „Christmas Time”          |                               |                                      |
| 2017       | „MOVIE”                   |                               |                                      |
| 2017       | „Brand New Days”          |                               |                                      |

### BtoB-Blue
| Rok  | Tytuł                             | Reżyser | Link      |
| ---- | --------------------------------- | ------- | --------- |
| 2016 | „Stand by me (내 곁에 서 있어줘)” |         | - youtube |
| 2018 | „When it rains”                   |         | - youtube |